# Simulium wantoatense
Simulium wantoatense es una especie de insecto del género Simulium, familia Simuliidae, orden Diptera.

## Distribución
Se distribuye por Nueva Guinea.

## Taxonomía
Fue descrita científicamente por Smart & Clifford, 1965.